# Алкино-2
А́лкино-2  (баш. 2-се Алкин) — село в Чишминском районе Республики Башкортостан Российской Федерации. Входит в состав Лесного сельсовета. С 2004 г. носит статус села.
Бывший закрытый военный городок.
Официально основан как рабочий посёлок в 1989 году.
Указ «О регистрации вновь возникшего населённого пункта и образования Лесного поселкового
совета на территории Алкинского сельсовета Чишминского района» от 09.10.90 N 6-2/346 гласил:

1. Зарегистрировать вновь возникший населённый пункт на территории Алкинского сельсовета Чишминского района и присвоить ему наименование рабочий посёлок Алкино-2.
2. Образовать Лесной поселковый Совет с административным центром в рабочем посёлке Алкино-2.
3. Установить границу территории Лесного поселкового Совета согласно представленной схематической карте.
Председатель
Верховного Совета Башкирской АССР
М. РАХИМОВ
от 9 октября 1990 года

N 6-2/346— http://bashkortostan.news-city.info/docs/sistemam/dok_keqhbo.htm
Место дислокации 12-й отдельной гвардейской инженерной Кёнигсбергско-Городокской Краснознаменной бригады, 297-й зенитной ракетной бригады. 487 центральный авторемонтный завод РВСН.
В 2022 году в посёлке на территории бывшей воинской части был открыт военно-партиотический парк «Патриот» с партизанской деревней и музеем военной техники.

## География

### Географическое положение
Расстояние до:
- районного центра (Чишмы): 24 км,
- ближайшей ж/д станции (Алкино): 3 км.

## Население
| 2002  | 2009  | 2010  | 2012  | 2013  | 2014  | 2015  |
| ----- | ----- | ----- | ----- | ----- | ----- | ----- |
| 5020  | ↘4048 | ↗4996 | ↗5002 | ↗5226 | ↗5337 | ↗5596 |
| 2016  | 2017  | 2021  |       |       |       |       |
| ↘5464 | ↘5383 | ↘3648 |       |       |       |       |

## Религия
В селе есть православный храм в честь Преподобного Моисея Уфимского.